# Campeonato Italiano de Futebol de 2015–16 – Segunda Divisão
O campeonato italiano da segunda divisão mais conhecido
como Serie B 2015-16 foi a 84ª edição dessa competição e teve início em 5 de setembro de 2015. O campeonato conta
com uma fase regular onde todas as equipes se enfrentam em jogos de ida e volta e a equipe
que marcar mais pontos é declarada campeã, e junto com o segundo colocado conquista o acesso a
direto a Serie A de 2016–17. As equipes classificadas entre a 3ª e a 8ª posição disputam uma série de play-offs com partidas de ida e volta para decidir quem fica com a 3ª vaga na Serie A.

## Participantes

### Número de equipes por estado
| Posição | Região         | Nº de equipes | Equipes                   |
| ------- | -------------- | ------------- | ------------------------- |
| 1       | Abruzos        | 2             | Pescara e Virtus Lanciano |
| 1       | Campânia       | 2             | Avellino e Salernitana    |
| 1       | Emília-Romanha | 2             | Cesena e Modena           |
| 1       | Ligúria        | 2             | Spezia e Virtus Entella   |
| 1       | Lombardia      | 2             | Brescia e Como            |
| 1       | Piemonte       | 2             | Novara e Pro Vercelli     |
| 1       | Úmbria         | 2             | Perugia e Ternana         |
| 8       | Calábria       | 1             | Crotone                   |
| 8       | Lázio          | 1             | Latina                    |
| 8       | Marcas         | 1             | Ascoli                    |
| 8       | Apúlia         | 1             | Bari                      |
| 8       | Sardenha       | 1             | Cagliari                  |
| 8       | Sicília        | 1             | Trapani                   |
| 8       | Toscana        | 1             | Livorno                   |
| 8       | Vêneto         | 1             | Vicenza                   |

### Informação dos clubes
| Clube           | Cidade        | Treinador          | Estádio                       | Capacidade | Em 2014-15                |
| --------------- | ------------- | ------------------ | ----------------------------- | ---------- | ------------------------- |
| Ascoli          | Ascoli Piceno | Devis Mangia       | Cino e Lillo Del Duca         | 20.550     | 1º (Lega Pro/Grupo B)     |
| Avellino        | Avellino      | Attilio Tesser     | Paternio                      | 23.308     | 8°                        |
| Bari            | Bari          | Andrea Camplone    | San Nicola                    | 58.270     | 10°                       |
| Brescia         | Brescia       | Roberto Boscaglia  | Mario Rigamonti               | 22.944     | 20°                       |
| Cagliari        | Cagliari      | Massimo Rastelli   | Sant'Elia                     | 16.500     | 18° (Serie A)             |
| Cesena          | Cesena        | Massimo Drago      | Dino Manuzzi                  | 23.860     | 19° (Serie A)             |
| Como            | Como          | Stefano Cuoghi     | Giuseppe Sinigaglia           | 13.602     | Lega Pro Play-off Campeão |
| Crotone         | Crotone       | Ivan Jurić         | Ezio Scida                    | 9.631      | 16°                       |
| Latina          | Latina        | Carmine Gautieri   | Domenico Francioni            | 8.000      | 13°                       |
| Livorno         | Livorno       | Ezio Gelain        | Armando Picchi                | 19.238     | 9°                        |
| Modena          | Modena        | Cristiano Bergodi  | Alberto Braglia               | 21.151     | 17°                       |
| Novara          | Novara        | Marco Baroni       | Silvio Piola (Novara)         | 17.875     | 2º (Lega Pro/Grupo A)     |
| Perugia         | Perugia       | Pierpaolo Bisoli   | Renato Curi                   | 28.000     | 6°                        |
| Pescara         | Pescara       | Massimo Oddo       | Adriatico-Giovanni Cornacchia | 20.476     | 7°                        |
| Pro Vercelli    | Vercelli      | Claudio Foscarini  | Silvio Piola (Vercelli)       | 4.215      | 15°                       |
| Salernitana     | Salerno       | Leonardo Menichini | Estádio Arechi                | 31.300     | 1º (Lega Pro/Grupo C)     |
| Spezia          | La Spezia     | Domenico Di Carlo  | Alberto Picco                 | 10.336     | 5°                        |
| Ternana         | Terni         | Roberto Breda      | Libero Liberati               | 17.460     | 12°                       |
| Trapani         | Trapani       | Sersi Cosmi        | Polisportivo Provinciale      | 7.750      | 11°                       |
| Vicenza         | Vicenza       | Franco Lerda       | Romeo Menti                   | 12.500     | 3°                        |
| Virtus Entella  | Chiavari      | Alfredo Aglietti   | Comunale (Chiavari)           | 4.154      | 18°                       |
| Virtus Lanciano | Lanciano      | Primo Maragliulo   | Guido Biondi                  | 4.678      | 14°                       |

## Mudança de técnicos
| Clube           | Antecessor         | Motivo    | Data            | Última partida              | Rod | Pos | Sucessor           | Ref.          |
| --------------- | ------------------ | --------- | --------------- | --------------------------- | --- | --- | ------------------ | ------------- |
| Ternana         | Domenico Toscano   | Resignado | 23 de setembro  | Ternana 2–3 Livorno         | 4ª  | 22º | Roberto Breda[a1]  | [ 1 ]         |
| Pro Vercelli    | Cristiano Scazzola | Demitido  | 11 de outubro   | Pro Vercelli 0-1 Novara     | 7ª  | 20º | Claudio Foscarini  | [ 2 ]         |
| Como            | Carlo Sabatini     | Demitido  | 31 de outubro   | Como 1–1 Modena             | 11ª | 22º | Gianluca Festa     | [ 3 ] [ 4 ]   |
| Latina          | Mark Iuliano       | Demitido  | 2 de novembro   | Brescia 1-0 Latina          | 11ª | 12º | Mario Somma        | [ 5 ]         |
| Ascoli          | Mario Petrone      | Demitido  | 2 de novembro   | Ascoli 0–1 Pro Vercelli     | 11ª | 19º | Devis Mangia       | [ 6 ]         |
| Spezia          | Nenad Bjelica      | Demitido  | 22 de novembro  | Novara 1-0 Spezia           | 14ª | 15º | Domenico di Carlo  | [ 7 ] [ 8 ]   |
| Livorno         | Christian Panucci  | Demitido  | 25 de novembro  | Bari 1-0 Livorno            | 14ª | 7º  | Bortolo Mutti      | [ 9 ]         |
| Bari            | Davide Nicola      | Demitido  | 31 de dezembro  | Trapani 1-0 Bari            | 21ª | 6º  | Andrea Camplone    | [ 10 ] [ 11 ] |
| Livorno         | Bortolo Mutti      | Demitido  | 27 de janeiro   | Livorno 1-1 Como            | 23ª | 18º | Christian Panucci  | [ 12 ]        |
| Virtus Lanciano | Roberto D'Aversa   | Demitido  | 30 de janeiro   | Virtus Lanciano 0-3 Trapani | 24ª | 21º | Primo Maragliulo   | [ 13 ] [ 14 ] |
| Salernitana     | Vincenzo Torrente  | Demitido  | 2 de fevereiro  | Spezia 3-1 Salernitana      | 24ª | 20º | Leonardo Menichini | [ 15 ]        |
| Latina          | Mario Somma        | Demitido  | 28 de fevereiro | Latina 0-1 Modena           | 28ª | 14º | Carmine Gautieri   | [ 16 ] [ 17 ] |
| Como            | Gianluca Festa     | Demitido  | 13 de março     | Como 1–3 Cesena             | 31ª | 22º | Stefano Cuoghi     | [ 18 ]        |
| Vicenza         | Pasquale Marino    | Demitido  | 14 de março     | Vicenza 1–2 Trapani         | 31ª | 22º | Franco Lerda       | [ 19 ]        |
| Livorno         | Christian Panucci  | Demitido  | 21 de março     | Trapani 1–0 Livorno         | 32ª | 19º | Franco Colomba     | [ 20 ]        |
| Avellino        | Attilio Tesser     | Demitido  | 22 de março     | Avellino 0–2 Ternana        | 32ª | 12º | Dario Marcolin     | [ 21 ] [ 22 ] |
| Modena          | Hernán Crespo      | Demitido  | 26 de março     | Modena 1–2 Cagliari         | 33ª | 17º | Cristiano Bergodi  | [ 23 ] [ 24 ] |
| Livorno         | Franco Colomba     | Demitido  | 16 de abril     | Novara 2–1 Livorno          | 36ª | 21º | Ezio Gelain        | [ 25 ]        |
| Avellino        | Dario Marcolin     | Demitido  | 20 de abril     | Avellino 1–3 Trapani        | 37ª | 13º | Attilio Tesser     | [ 26 ]        |

Notas
- A1 ^  Stefano Avincola comandou o Ternana interinamente na 5ª rodada.

## Classificação
Atualizado em 20 de maio de 2016
| Pos | Equipes            | Pts | J  | V  | E  | D  | GM | GS | SG  | Classificação ou rebaixamento                   |
| --- | ------------------ | --- | -- | -- | -- | -- | -- | -- | --- | ----------------------------------------------- |
| 1   | Cagliari           | 83  | 42 | 25 | 8  | 9  | 78 | 41 | +37 | Promoção para a Serie A de 2016–17              |
| 2   | Crotone            | 82  | 42 | 23 | 13 | 6  | 61 | 36 | +25 | Promoção para a Serie A de 2016–17              |
| 3   | Trapani            | 73  | 42 | 20 | 13 | 9  | 64 | 49 | +15 | Play-offs de Promoção para a Serie A de 2016–17 |
| 4   | Pescara            | 72  | 42 | 21 | 9  | 12 | 69 | 52 | +17 | Play-offs de Promoção para a Serie A de 2016–17 |
| 5   | Bari               | 68  | 42 | 19 | 11 | 12 | 58 | 48 | +10 | Play-offs de Promoção para a Serie A de 2016–17 |
| 6   | Cesena             | 68  | 42 | 19 | 11 | 12 | 57 | 37 | +20 | Play-offs de Promoção para a Serie A de 2016–17 |
| 7   | Spezia             | 66  | 42 | 17 | 15 | 10 | 47 | 45 | +2  | Play-offs de Promoção para a Serie A de 2016–17 |
| 8   | Novara[a]          | 65  | 42 | 19 | 10 | 13 | 57 | 35 | +22 | Play-offs de Promoção para a Serie A de 2016–17 |
| 9   | Virtus Entella     | 64  | 42 | 17 | 13 | 12 | 51 | 40 | +11 |                                                 |
| 10  | Perugia            | 55  | 42 | 14 | 13 | 15 | 40 | 40 | 0   |                                                 |
| 11  | Brescia            | 54  | 42 | 14 | 12 | 16 | 55 | 64 | -9  |                                                 |
| 12  | Ternana            | 53  | 42 | 15 | 8  | 19 | 50 | 56 | −6  |                                                 |
| 13  | Vicenza            | 49  | 42 | 11 | 16 | 15 | 41 | 53 | −12 |                                                 |
| 14  | Avellino           | 49  | 42 | 13 | 10 | 19 | 52 | 66 | -14 |                                                 |
| 15  | Ascoli             | 47  | 42 | 13 | 8  | 21 | 45 | 64 | −19 |                                                 |
| 16  | Latina             | 46  | 42 | 10 | 16 | 16 | 44 | 51 | -7  |                                                 |
| 17  | Pro Vercelli       | 46  | 42 | 11 | 13 | 18 | 43 | 53 | −10 |                                                 |
| 18  | Salernitana        | 45  | 42 | 9  | 18 | 15 | 48 | 62 | −14 | Play-off de Rebaixamento para a Lega Pro        |
| 19  | Virtus Lanciano[b] | 44  | 42 | 12 | 12 | 18 | 43 | 56 | −13 | Play-off de Rebaixamento para a Lega Pro        |
| 20  | Livorno            | 42  | 42 | 10 | 12 | 20 | 45 | 57 | −12 | Rebaixados para a Lega Pro                      |
| 21  | Modena             | 42  | 42 | 11 | 9  | 22 | 37 | 55 | −18 | Rebaixados para a Lega Pro                      |
| 22  | Como               | 33  | 42 | 5  | 18 | 19 | 39 | 64 | −25 | Rebaixados para a Lega Pro                      |

Notas:

[a]. O Novara foi punido com a perda de 2 pontos pela Federação Italiana.
[b]. O Virtus Lanciano foi punido com a perda de 4 pontos pela Federação Italiana.
Em caso de empate em pontos de duas ou mais equipes, os critérios de desempate são:
1. Confronto direto;
2. Maior saldo de gols no confronto direto;
3. Maior saldo de gols em todo o campeonato;
4. Maior número de gols marcados em todo o campeonato;
5. Sorteio.

## Confrontos
| Mandante\ Visitante[1] | ASC | AVE | BAR | BRE | CAG | CES | COM | CRO | LAT | LIV | MOD | NOV | PER | PES | PVE | SAL | SPE | TER | TRA | VIC | VET | VLN |
| Ascoli                 |     | 3–4 | 0–1 | 0–0 | 2–1 | 1–3 | 1–0 | 0–1 | 0–0 | 1–3 | 2–1 | 1–3 | 1–0 | 3–1 | 0–1 | 2–2 | 3–0 | 1–0 | 0–0 | 1–2 | 1–0 | 1–0 |
| Avellino               | 3–0 |     | 1–1 | 3–3 | 1–2 | 1–2 | 1–1 | 0–0 | 3–1 | 2–1 | 2–0 | 0–0 | 1–2 | 1–3 | 1–0 | 1–0 | 0–1 | 0–2 | 1–3 | 1–4 | 2–0 | 3–2 |
| Bari                   | 3–0 | 2–1 |     | 1–2 | 0–3 | 0–0 | 3–0 | 2–3 | 0–0 | 1–0 | 1–1 | 1–1 | 1–0 | 0–0 | 6–2 | 2–1 | 4–3 | 4–0 | 1–2 | 2–1 | 0–0 | 1–0 |
| Brescia                | 2–2 | 1–0 | 2–3 |     | 4–0 | 2–1 | 2–1 | 3–0 | 1–0 | 1–3 | 2–2 | 0–0 | 2–2 | 2–0 | 2–0 | 2–2 | 1–1 | 0–0 | 3–0 | 0–1 | 2–0 | 2–1 |
| Cagliari               | 3–0 | 2–1 | 2–1 | 6–0 |     | 3–1 | 1–1 | 4–0 | 3–2 | 2–2 | 2–1 | 0–1 | 0–2 | 2–1 | 3–0 | 3–0 | 1–2 | 1–0 | 4–1 | 2–0 | 1–0 | 1–1 |
| Cesena                 | 3–0 | 1–2 | 0–2 | 2–0 | 2–1 |     | 3–1 | 2–1 | 3–0 | 1–0 | 2–0 | 1–0 | 2–1 | 1–0 | 2–1 | 1–2 | 5–1 | 4–0 | 0–0 | 1–1 | 2–0 | 2–0 |
| Como                   | 0–4 | 0–1 | 1–1 | 1–3 | 1–1 | 1–3 |     | 0–1 | 1–1 | 1–2 | 1–1 | 1–1 | 1–0 | 0–2 | 1–1 | 2–1 | 4–0 | 1–2 | 0–0 | 1–1 | 1–1 | 1–1 |
| Crotone                | 2–0 | 3–1 | 4–1 | 1–1 | 3–1 | 2–0 | 2–0 |     | 1–1 | 3–0 | 1–0 | 2–1 | 1–2 | 4–2 | 1–1 | 4–0 | 0–0 | 3–0 | 0–0 | 2–0 | 1–0 | 1–0 |
| Latina                 | 1–0 | 3–0 | 1–2 | 2–2 | 1–3 | 1–0 | 1–1 | 2–2 |     | 3–1 | 0–1 | 1–0 | 2–1 | 0–1 | 1–0 | 2–2 | 0–0 | 1–2 | 1–1 | 2–1 | 0–1 | 2–2 |
| Livorno                | 1–3 | 1–1 | 1–2 | 3–1 | 1–1 | 1–1 | 1–1 | 0–0 | 1–0 |     | 2–0 | 0–1 | 1–1 | 4–0 | 0–1 | 0–0 | 1–2 | 1–0 | 2–0 | 2–2 | 0–0 | 2–2 |
| Modena                 | 2–1 | 1–1 | 2–1 | 1–0 | 1–2 | 0–0 | 1–2 | 1–1 | 0–2 | 1–0 |     | 3–0 | 3–0 | 2–5 | 1–0 | 2–0 | 1–1 | 1–0 | 1–4 | 0–1 | 0–1 | 1–0 |
| Novara                 | 2–0 | 4–1 | 1–2 | 4–0 | 1–0 | 0–0 | 0–2 | 0–1 | 1–1 | 2–1 | 4–0 |     | 2–2 | 1–0 | 1–1 | 1–1 | 1–0 | 1–2 | 4–1 | 4–0 | 1–0 | 4–1 |
| Perugia                | 0–2 | 2–0 | 0–0 | 4–0 | 0–0 | 0–0 | 2–0 | 0–0 | 2–0 | 4–1 | 1–0 | 1–4 |     | 0–4 | 1–2 | 1–1 | 0–0 | 1–0 | 0–2 | 0–1 | 0–0 | 2–0 |
| Pescara                | 2–2 | 3–2 | 3–1 | 2–1 | 1–0 | 1–0 | 2–1 | 4–1 | 1–1 | 2–1 | 1–0 | 1–2 | 2–1 |     | 1–0 | 1–1 | 2–2 | 1–2 | 1–2 | 1–1 | 2–0 | 4–0 |
| Pro Vercelli           | 1–1 | 1–1 | 0–1 | 2–1 | 1–2 | 2–0 | 2–0 | 0–2 | 1–1 | 1–0 | 0–1 | 0–1 | 0–1 | 5–2 |     | 1–1 | 0–1 | 1–2 | 1–1 | 2–1 | 2–3 | 2–1 |
| Salernitana            | 2–0 | 3–1 | 3–4 | 3–0 | 0–2 | 1–1 | 1–0 | 1–1 | 3–2 | 3–1 | 0–0 | 1–0 | 1–1 | 2–2 | 1–2 |     | 0–2 | 2–1 | 0–1 | 0–0 | 2–2 | 1–3 |
| Spezia                 | 0–0 | 1–1 | 0–0 | 2–1 | 0–3 | 1–1 | 1–1 | 0–1 | 2–1 | 3–0 | 2–0 | 1–0 | 1–0 | 0–1 | 1–1 | 3–1 |     | 1–0 | 1–2 | 1–0 | 0–0 | 2–0 |
| Ternana                | 1–3 | 0–3 | 3–0 | 3–2 | 1–1 | 1–1 | 4–0 | 1–2 | 0–0 | 2–3 | 2–1 | 2–0 | 0–1 | 1–0 | 2–2 | 4–0 | 1–2 |     | 1–0 | 2–0 | 1–2 | 1–1 |
| Trapani                | 4–3 | 2–1 | 1–0 | 3–0 | 2–2 | 2–1 | 3–0 | 3–0 | 1–2 | 1–0 | 2–1 | 0–0 | 0–0 | 0–3 | 1–1 | 1–1 | 5–1 | 3–0 |     | 1–2 | 4–2 | 1–1 |
| Vicenza                | 3–0 | 0–0 | 0–0 | 1–2 | 0–2 | 1–1 | 3–3 | 0–0 | 1–1 | 2–0 | 2–1 | 0–2 | 0–0 | 2–2 | 1–1 | 0–0 | 0–3 | 2–1 | 1–2 |     | 2–1 | 0–2 |
| Virtus Entella         | 4–0 | 4–0 | 2–0 | 0–0 | 1–3 | 2–1 | 2–2 | 1–2 | 1–0 | 0–0 | 1–0 | 1–0 | 2–1 | 0–0 | 1–0 | 1–0 | 2–2 | 2–2 | 4–0 | 4–1 |     | 1–1 |
| Virtus Lanciano        | 2–0 | 1–2 | 1–0 | 1–0 | 1–3 | 2–0 | 1–0 | 1–1 | 2–1 | 2–1 | 2–1 | 2–1 | 0–1 | 1–2 | 1–0 | 2–2 | 0–0 | 1–1 | 0–3 | 0–0 | 1–2 |     |

Última atualização em 20 maio de 2016.
Fonte: Lega Serie B
1O time da casa (mandante) está listado na coluna da esquerda.
Cores:      Azul = time da casa vence;      Amarelo = empate;      Vermelho = time visitante vence.

## Play-off
O terceiro e ultimo lugar a ser promovido à Serie A será decidido através dos playoffs - estruturado por meio de rodadas de preliminares, semifinais e final -, disputam os playoffs as equipes que ficaram entre a terceira posição e a oitava posição na classificação: o sexto e sétimo disputam e o vencedor jogará contra o terceiro colocado; o quinto joga contra o oitavo e o vencedor jogará contra o quarto colocado da classificação. Duas equipes classificam e finalmente disputam a promoção na final. Os jogos das semifinais e finais são realizadas em dois jogos, ida e volta, enquanto as rodadas preliminares são realizadas apenas em um jogo único no campo do melhor colocado na temporada regular.Mas caso, no final das 42 rodadas, o terceiro colocado tiver 9 ou mais pontos de vantagem sobre o quarto, não será necessária a realização de playoffs com o terceiro colocado sendo automaticamente classificado à Primeira Divisão.

### Rodada preliminar
| Equipe 1 | Resultado   | Equipe 2 |
| -------- | ----------- | -------- |
| Cesena   | 1 - 2       | Spezia   |
| Bari     | 3 - 4(pro.) | Novara   |

| 24 de maio de 2016 | Cesena           | 1 – 2     | Spezia                            | Dino Manuzzi                               |
| 20:30 (UTC+1)      | Ciano 65' (pen.) | Relatório | Renzetti 40' (con.) · Postigo 86' | Público: 11 862 Árbitro: ITA Luca Pairetto |

| 25 de maio de 2016 | Bari                                | 3 – 4(pro.) | Novara                                 | San Nicola                 |
| 20:30 (UTC+1)      | Rosina 59', 79' (pen.) · Pușcaș 84' | Relatório   | González 3', 43', 48' · Gălăbinov 114' | Árbitro: ITA Fabio Maresca |

### Semifinais
| Equipe 1 | Total | Equipe 2 | 1.º jogo | 2.º jogo |
| -------- | ----- | -------- | -------- | -------- |
| Spezia   | 0 - 3 | Trapani  | 0 - 1    | 0 - 2    |
| Novara   | 2 - 6 | Pescara  | 0 - 2    | 2 - 4    |

#### Partidas de ida
| 28 de maio de 2016 | Spezia | 0 – 1     | Trapani      | Alberto Picco                  |
| 20:00 (UTC+1)      |        | Relatório | Coronado 78' | Árbitro: ITA Federico La Penna |

| 29 de maio de 2016 | Novara | 0 – 2     | Pescara                     | Silvio Piola (Novara)        |
| 20:00 (UTC+1)      |        | Relatório | Lapadula 21' · Torreira 77' | Árbitro: ITA Fabrizio Pasqua |

#### Partidas de volta
| 31 de maio de 2016 | Trapani                            | 2 – 0     | Spezia | Polisportivo Provinciale          |
| 20:30 (UTC+1)      | Scozzarella 58' (pen.) · Citro 89' | Relatório |        | Árbitro: ITA Gianluca Manganiello |

| 1 de junho de 2016 | Pescara                                                | 4 – 2     | Novara                               | Adriático                   |
| 20:30 (UTC+1)      | Lapadula 2' · Cristian Pasquato 34' · Verde 81', 90+4' | Relatório | Zampano 45+1' (con.) · Buzzegoli 73' | Árbitro: ITA Rosario Abisso |

### Final
| Equipe 1 | Total | Equipe 2 | 1.º jogo | 2.º jogo |
| -------- | ----- | -------- | -------- | -------- |
| Pescara  | 3 - 1 | Trapani  | 2 - 0    | 1 - 1    |

#### Partida de ida
| 5 de junho de 2016 | Pescara                   | 2 – 0     | Trapani | Adriático                  |
| 20:30 (UTC+1)      | Benali 47' · Lapadula 71' | Relatório |         | Árbitro: ITA Luca Pairetto |

#### Partida de volta
| 9 de junho de 2016 | Trapani  | 1 – 1     | Pescara   | Polisportivo Provinciale   |
| 20:30 (UTC+1)      | Citro 5' | Relatório | Verre 57' | Árbitro: ITA Fabio Maresca |

## Play-out
O play-off para descenso a Lega Pro é disputada entre os times que ficaram entre a posição 19ª e 18ª na classificação.
| Equipe 1        | Total | Equipe 2    | 1.º jogo | 2.º jogo |
| --------------- | ----- | ----------- | -------- | -------- |
| Virtus Lanciano | 1 - 5 | Salernitana | 1 - 4    | 0 - 1    |

#### Partida de ida
| 4 de junho de 2016 | Virtus Lanciano | 1 – 4     | Salernitana                                       | Guido Biondi                      |
| 20:30 (UTC+1)      | Marilungo 16'   | Relatório | Donnarumma 9' · Zito 21' · Gatto 80' · Coda 90+1' | Árbitro: ITA Gianluca Manganiello |

#### Partida de volta
| 8 de junho de 2016 | Salernitana | 1 – 0     | Virtus Lanciano | Arechi                       |
| 20:30 (UTC+1)      | Coda 20'    | Relatório |                 | Árbitro: ITA Fabrizio Pasqua |

## Resultado final
| Pos. | Promovidos a Serie A |
| ---- | -------------------- |
| 1º   | Cagliari             |
| 2º   | Crotone              |
| 4º   | Pescara (Play-off)   |

| Pos. | Rebaixados para a Lega Pro |
| ---- | -------------------------- |
| 19º  | Virtus Lanciano (Play-out) |
| 20º  | Livorno                    |
| 21º  | Modena                     |
| 22°  | Como                       |

## Estatísticas
| Pos. | Jogador             | Equipe         | Gols |
| ---- | ------------------- | -------------- | ---- |
| 1    | Gianluca Lapadula   | Pescara        | 27   |
| 2    | Francesco Caputo    | Virtus Entella | 17   |
| 2    | Daniele Cacia       | Ascoli         | 17   |
| 4    | Ante Budimir        | Crotone        | 16   |
| 4    | Simone Ganz         | Como           | 16   |
| 6    | Massimo Coda        | Salernitana    | 15   |
| 6    | Daniele Vantaggiato | Livorno        | 15   |
| 8    | Diego Farias        | Cagliari       | 14   |
| 9    | Riccardo Maniero    | Bari           | 12   |
| 9    | Gianluca Caprari    | Pescara        | 12   |
| 9    | João Pedro          | Cagliari       | 12   |
| 9    | Felice Evacuo       | Novara         | 12   |
| 13   | Nicola Citro        | Trapani        | 12   |
| 13   | Benjamin Mokulu     | Avellino       | 12   |
| 13   | Andrej Gălăbinov    | Novara         | 12   |
| 13   | Alfredo Donnarumma  | Salernitana    | 12   |
| 17   | Alexandre Geijo     | Brescia        | 11   |
| 17   | Filip Raičević      | Vicenza        | 11   |
| 17   | Nenê                | Spezia         | 11   |
| 17   | Matteo Ardemagni    | Perugia        | 11   |
| 17   | Camillo Ciano       | Cesena         | 11   |
| 17   | Fabio Ceravolo      | Ternana        | 11   |
| 17   | Ledian Memushaj     | Pescara        | 11   |
| 17   | Federico Ricci      | Crotone        | 11   |
| 17   | Andrea Caracciolo   | Brescia        | 11   |

| Pos. | Jogador             | Equipe       | Assis. |
| ---- | ------------------- | ------------ | ------ |
| 1    | Alessandro Rosina   | Bari         | 14     |
| 2    | Diego Farias        | Cagliari     | 13     |
| 2    | Roberto Insigne     | Avellino     | 13     |
| 4    | Gianluca Caprari    | Pescara      | 12     |
| 5    | Carlos Embalo       | Brescia      | 11     |
| 5    | Gianluca Lapadula   | Pescara      | 11     |
| 5    | Carlo Mammarella    | Pro Vercelli | 11     |
| 8    | Federico Melchiorri | Cagliari     | 9      |
| 8    | Camillo Ciano       | Cesena       | 9      |
| 8    | Jakub Jankto        | Ascoli       | 9      |
| 8    | Luigi Scaglia       | Latina       | 9      |
| 8    | Nicola Citro        | Trapani      | 9      |
| 13   | Nicolas Viola       | Novara       | 8      |
| 13   | Bruno Martella      | Crotone      | 8      |
| 13   | Tomasz Kupisz       | Brescia      | 8      |
| 13   | Federico Ricci      | Crotone      | 8      |
| 13   | Niccolò Giannetti   | Cagliari     | 8      |
| 13   | Pablo González      | Novara       | 8      |
| 13   | Raffaele Palladino  | Crotone      | 8      |
| 13   | Luigi Vitale        | Ternana      | 8      |